# Canet-en-Roussillon (kanton)
Canet-en-Roussillon var en fransk kanton fra 1998 til 2015 beliggende i departementet Pyrénées-Orientales i regionen Languedoc-Roussillon. Kantonen blev nedlagt i forbindelse med en reform, der reducerede antallet af kantoner i Frankrig. Kantonens kommuner indgår nu i kantonerne La Côte Sableuse og Perpignan-2.
Canet-en-Roussillon bestod af 4 kommuner :
- Canet-en-Roussillon (hovedby)
- Sainte-Marie
- Villelongue-de-la-Salanque
- Saint-Nazaire

## Historie
Kantonen blev oprettet 21. februar 1997. Canet-en-Roussillon og Saint-Nazaire blev overført fra kantonen La Côte Radieuse. Sainte-Marie og Villelongue-de-la-Salanque blev overført fra kantonen Saint-Laurent-de-la-Salanque.